# Eva Bartoňová
Eva Bartoňová (Jilemnice, 17 ottobre 1993) è una calciatrice ed ex giocatrice di calcio a 5 ceca, difensore dello Sparta Praga e della nazionale ceca.

## Carriera

### Club
Nata a Jilemnice, nella Repubblica Ceca centro-settentrionale, nel 1993, è cresciuta nei settori giovanili di Studenec e Hradec Králové.
Nel 2007, a 14 anni, è passata allo Sparta Praga, venendo votata nel 2008 come miglior talento del calcio femminile ceco. Il 30 settembre 2009 ha esordito in Women's Champions League, entrando al 79' della sconfitta per 1-0 sul campo delle kazake dell'Alma-KTZh nei sedicesimi di finale. Ha segnato il suo primo gol nella competizione europea il 9 ottobre 2013, realizzando il momentaneo 1-1 al 44' nella sconfitta per 2-1 in trasferta in Svizzera contro lo Zurigo, sempre nei sedicesimi di finale. Con lo Sparta ha vinto 6 campionati e 7 Coppe nazionali.
Nel 2016 è passata alle rivali cittadine dello Slavia Praga, debuttando in Women's Champions League il 5 ottobre, giocando titolare nell'1-1 nei sedicesimi di finale a Cipro contro l'Apollōn Lemesou. Con lo Slavia ha vinto il campionato nel 2017.
Nell'estate 2019 si è trasferita per la prima volta all'estero, firmando con le italiane dell'Inter, in Serie A.

### Nazionale
Ha debuttato con le nazionali giovanili ceche a 15 anni, nel 2008, con l'Under-17, selezione con la quale ha giocato le qualificazioni agli Europei di categoria 2009 e 2010. Ha terminato nel 2009 con 12 presenze e 13 reti.
Nel 2010 ha esordito in Under-19, venendo utilizzata nelle qualificazioni agli Europei Under-19 di Italia 2011 e Turchia 2012. Ha chiuso nel 2012 con 15 gare giocate e 8 gol.
Il 26 novembre 2010 ha debuttato in nazionale maggiore, giocando titolare nel successo per 4-3 sull'Ungheria in trasferta a Győr in amichevole.
Ha segnato il suo primo gol il 12 luglio 2015, nella gara dell'Universiade di Gwangju contro le padrone di casa della Corea del Sud, segnando la rete del 3-3 al 38' su rigore nella gara persa per 4-3.
Nel dicembre 2012 ha disputato anche 2 gare con la nazionale di calcio a 5.

## Statistiche

### Presenze e reti nei club
Statistiche aggiornate al 14 febbraio 2021.
| Stagione        | Squadra         | Campionato      | Campionato | Campionato | Coppe nazionali | Coppe nazionali | Coppe nazionali | Coppe continentali | Coppe continentali | Coppe continentali | Altre coppe | Altre coppe | Altre coppe | Totale | Totale |
| Stagione        | Squadra         | Comp            | Pres       | Reti       | Comp            | Pres            | Reti            | Comp               | Pres               | Reti               | Comp        | Pres        | Reti        | Pres   | Reti   |
| --------------- | --------------- | --------------- | ---------- | ---------- | --------------- | --------------- | --------------- | ------------------ | ------------------ | ------------------ | ----------- | ----------- | ----------- | ------ | ------ |
| 2019-2020       | Inter           | A               | 6          | 1          | CI              | 1               | 0               | -                  | -                  | -                  | -           | -           | -           | 7      | 1      |
| 2020-2021       | Inter           | A               | 12         | 1          | CI              | 3               | 1               | -                  | -                  | -                  | -           | -           | -           | 15     | 2      |
| Totale carriera | Totale carriera | Totale carriera | 18         | 2          | -               | 4               | 1               | -                  | -                  | -                  | -           | -           | -           | 22     | 3      |

## Palmarès

### Club
- Campionato ceco: 7

Sparta Praga: 2007-2008, 2008-2009, 2009-2010, 2010-2011, 2011-2012, 2012-2013
Slavia Praga: 2016-2017
- Pohár Komise fotbalu žen: 7

Sparta Praga: 2007-2008, 2008-2009, 2009-2010, 2010-2011, 2011-2012, 2012-2013, 2014-2015

### Individuale
- Talento dell'anno della Repubblica Ceca: 1

2008